# Aurelino Leal
Aurelino Leal là một đô thị thuộc bang Bahia, Brasil. Đô thị này có diện tích 446,45 km², dân số năm 2007 là 14206 người, mật độ 31,82 người/km².